# Quyền LGBT ở Tanzania
Quyền đồng tính nữ, đồng tính nam, song tính và chuyển giới ở Tanzania phải đối mặt với những thách thức pháp lý mà những người không phải LGBT không gặp phải. Đồng tính luyến ái ở Tanzania là một chủ đề xã hội cấm kỵ, và các hành vi tình dục đồng giới (ngay cả ở tư nhân và đồng thuận) là các tội hình sự, bị phạt tù chung thân. Luật pháp cũng trừng phạt những người dị tính tham gia vào sex bằng miệng, giao hợp qua đường hậu môn và thủ dâm.
Theo [2007 [Dự án thái độ toàn cầu của Pew]], 95% cư dân Tanzania tin rằng đồng tính luyến ái là một lối sống mà xã hội không nên chấp nhận, đây là tỷ lệ không chấp nhận cao thứ bảy trong 45 quốc gia được khảo sát. Trước khi thực dân hóa và truyền bá Kitô giáo và Hồi giáo ở Tanzania, đồng tính luyến ái và các hành vi tình dục đồng giới đã được chấp nhận và phổ biến trong số nhiều nhóm dân tộc Tanzania hiện đại, bao gồm cả người Swahili, người Maasai và người Kuria, trong số những người khác.
Trong những năm gần đây, Tanzania trở nên đặc biệt thù địch với người LGBT. Vào tháng 10 năm 2017, nó đã trục xuất một số nhóm HIV/AIDS trên cơ sở "thúc đẩy đồng tính luyến ái" (Tanzania có tỷ lệ nhiễm HIV/AIDS cao và có một triệu người bị nhiễm). Chính phủ cũng ngày càng phải dùng đến biện pháp tu từ đồng tính, tin rằng đồng tính luyến ái là "phi châu Phi".  Năm 2018, một "cuộc săn phù thủy" được tuyên bố chống lại người đồng tính trong Dar es Salaam, nơi những người đồng tính bị buộc phải chịu đựng các cuộc kiểm tra và tra tấn hậu môn. Tanzania có một hồ sơ nhân quyền tồi tệ. Sự tôn trọng của chính phủ đối với tự do ngôn luận và tự do hội họp đang giảm dần.

## Bảng tóm tắt
| Hoạt động tình dục đồng giới hợp pháp                                                                                       | (Hình phạt: Lên đến tù chung thân) |
| Độ tuổi đồng ý | No                                 |
| Luật chống phân biệt đối xử chỉ trong việc làm                                                                              | No                                 |
| Luật chống phân biệt đối xử trong việc cung cấp hàng hóa và dịch vụ                                                         | No                                 |
| Luật chống phân biệt đối xử trong tất cả các lĩnh vực khác (Bao gồm phân biệt đối xử gián tiếp, ngôn từ kích động thù địch) | No                                 |
| Hôn nhân đồng giới | No                                 |
| Công nhận các cặp đồng giới                                                                                                 | No                                 |
| Con nuôi của các cặp vợ chồng đồng giới                                                                                     | No                                 |
| Con nuôi chung của các cặp đồng giới                                                                                        | No                                 |
| Người LGBT được phép phục vụ công khai trong quân đội                                                                       | No                                 |
| Quyền thay đổi giới tính hợp pháp                                                                                           | No                                 |
| Truy cập IVF cho đồng tính nữ                                                                                               | No                                 |
| Mang thai hộ thương mại cho các cặp đồng tính nam                                                                           | No                                 |
| NQHN được phép hiến máu | No                                 |